# Diagrama QAPF
El diagrama QAPF és un doble diagrama triangular utilitzat per a classificar les roques ígnies segons la seva composició mineralògica.
L'acrònim QAPF correspon a «Quars (en anglès: Quartz), feldespat alcalí (en anglès: Alkali feldspar), Plagioclasa i Feldespatoide». Aquests són els grups minerals per a la classificació en el diagrama QAPF. Els percentatges de Q, A, P i F estan normalitzats (recalculats perquè la seva suma sigui 100%).

## Origen
Els diagrames QAPF van ser creats per la Unió Internacional de Ciències Geològiques (IUGS), Subcomissió de Sistematització de Roques Ígnies. Els diagrames són acceptats per la comunitat de geòlegs de tot el món com un sistema de classificació de roques ígnies, especialment les roques plutòniques.

## Utilització
Els diagrames QAPF són utilitzats majoritàriament per a la classificació de roques intrusives (o roques plutòniques) (Figura 1), encara que també són utilitzats per a classificar les roques volcàniques (Figura 2) si s'ha determinat la composició mineralògica de la roca.
Els diagrames QAPF no són utilitzats per a la classificació de roques piroclàstiques o roques volcàniques si no ha estat determinada la seva composició mineralògica, en el seu lloc s'utilitza la Classificació TAS (Total-Alkali-Silica). La classificació TAS també s'utilitza si la roca volcànica conté vidre volcànic (com l'obsidiana).
Els diagrames QAPF tampoc són utilitzats si els minerals màfics superen el 90% de la composició de la roca (per exemple peridotites i piroxenites).

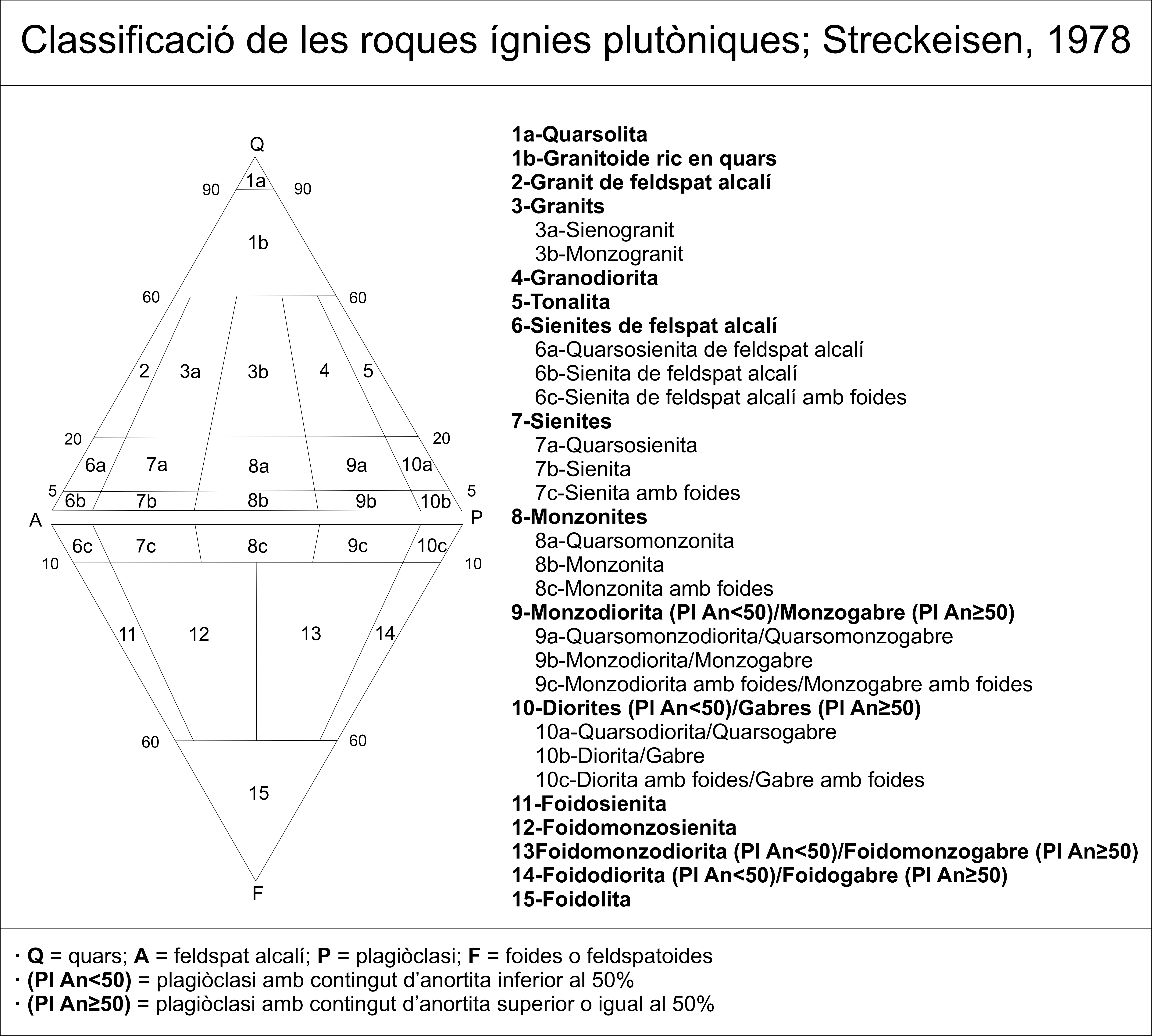
Figura 1. Diagrama QAPF per a la classificació de les roques plutòniques.

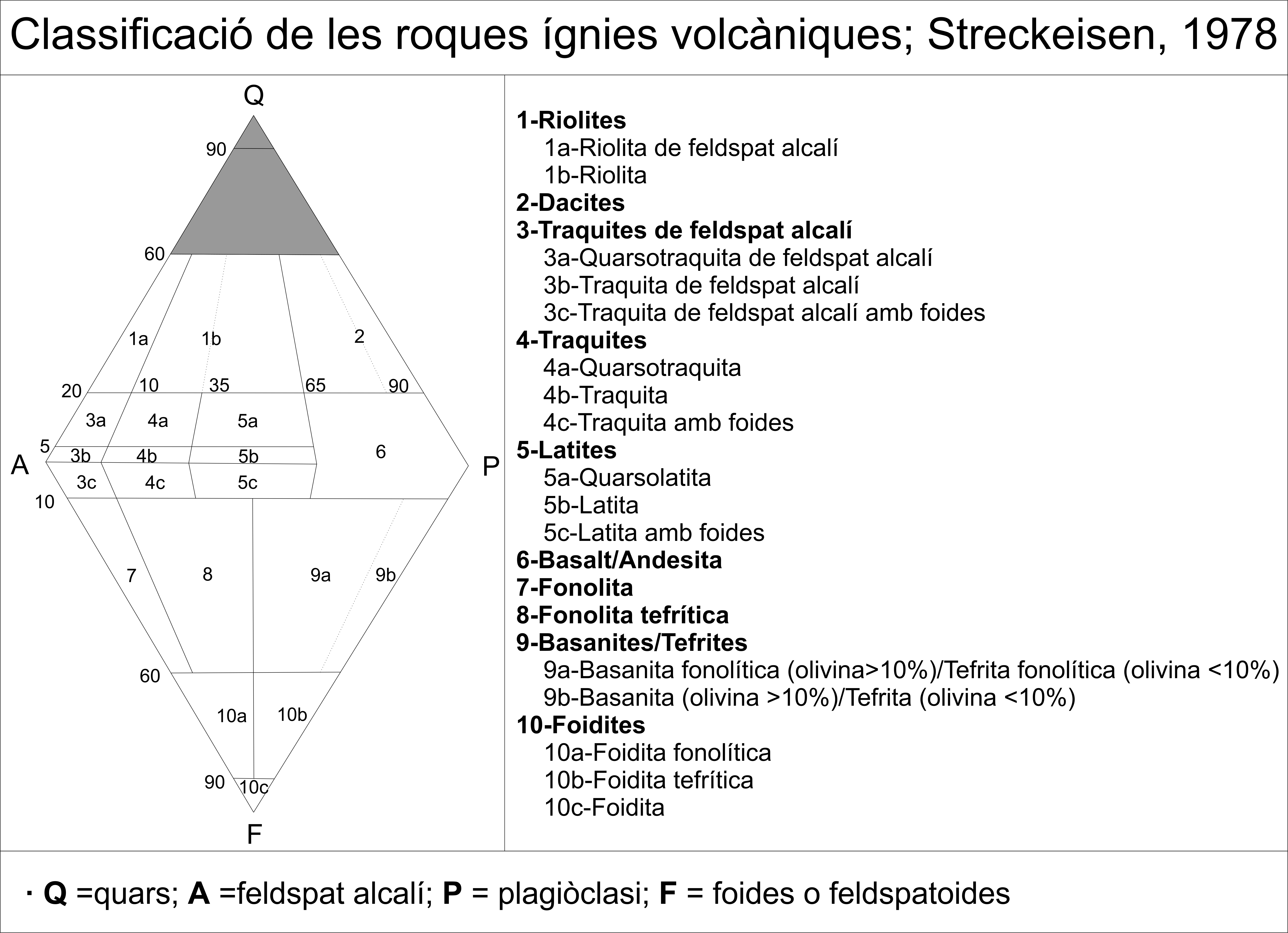
Figura 2. Diagrama QAPF per a la classificació de les roques volcàniques.

## Lectura
El diagrama conté quatre grups minerals o minerals elegits com a pilars importants de la classificació: 
- Quars (Q)
- Feldespat alcalí (A)
- Feldespats plagioclasa (P)
- Feldespatoides (F).

F i Q, per raons químiques, no poden existir junts en una roca plutònica. Pot ocórrer, i és gairebé segur, que existeixin altres minerals en aquestes roques, però no tenen importància en aquest esquema de classificació. Per tant, el diagrama complet es compon realment de dos diagrames ternaris (QAP i FAP).
Per a utilitzar la classificació, la concentració (el percentatge) d'aquests minerals ha de ser coneguda i s'ha de recalcular perquè la seva suma sigui 100%.
Per exemple: una roca plutònica que no conté feldespat alcalí ni feldespatoides, però que conté una gran quantitat de piroxens (desatesos en aquest diagrama), feldespat plagiòclasa i uns grans de quars, és probablement que sigui gabre (que es troba a la vora dreta del diagrama, una mica dalt de P cap a Q). El diagrama no especifica si es tracta exactament de gabre, diorita, o anortosita. Hi ha altres criteris utilitzats per a decidir això.
Cal recordar que aquest diagrama no s'utilitza per a totes les roques plutòniques. Les roques ultramàfiques són les roques plutòniques més importants que tenen diagrames de classificació separats.